# Keszeg Vilmos
Keszeg Vilmos (Detrehemtelep, 1957. április 24. –) romániai magyar néprajzkutató, egyetemi tanár, tudományszervező, intézményvezető. 

## Életútja
Elemi iskolai tanulmányait szülőfalujában, az általános iskola felsőbb osztályait Aranyosgyéresen, a középiskolát a tordai Mihai Viteazul Elméleti Líceumban végezte. 1977–1981 között a kolozsvári Babeş–Bolyai Tudományegyetem Bölcsészettudományi karán tanult, 1981-ben szerzett magyar és francia nyelv és irodalom szakos oklevelet. 1981–1990 között a tordai Mihai Viteazul Líceum irodalom tanára. 
1990 szeptemberétől a BBTE bölcsészettudományi karának oktatója, néprajz szakon. 1990–1997 között adjunktus, 1997–2001 között docens, 2001-től egyetemi tanár. 2003–2011 között a Magyar Néprajz és Antropológia Tanszék vezetője. 2003-tól doktori képzést irányít, a Hungarológia Doktori Iskola igazgatója. 2018 és 2022 között az EME elnöke volt. 
1995-ben szerzett doktori címet. Disszertációja: A Mezőségi magyar hiedelmek rendszere (irányító Péntek János). 1992-ben másfél hónapot töltött a brüsszeli Université Libre szociológia tanszékén.
Oktatott tárgyak: Bevezetés az etnológiába, Kortárs mitológiák, A történetmondás antropológiája, Irásantropológia, Média és mindennapi élet, A Mezőség mítosz és realitás között (kutatásszemléletek).

## Munkássága
Évtizedeken keresztül az erdélyi Mezőség hiedelemrendszerének narratív struktúráit vizsgálta. Az 1990-as évek elején diákjaival A másik osztály címmel az arisztokrácia továbbélő emlékét regisztrálta. Kutatást kezdeményezett erdélyi kollektív és individuális életpályák és az autobiografikus történetek feltárására (protestáns lelkészek, szórványban élők, népi specialisták, asszonyok, néptanítók, mérnökök, orvosok életpályája és élettörténete). Alapkutatásokat végzett az írás populáris felhasználásával kapcsolatban, irányította más médiumok (fényképek, családi filmek) háziasításának kutatását. Az íráshasználati habitusok vizsgálata vezette el az emlékezés formáinak feltárásához (gombiratok, lokális történelmek). A történetek formái és funkciói alapján azonosította a homo narrans narratív viselkedését. 
Az utóbbi években médiumhasználati habitusokat vizsgál, biografikus és családtörténetek alapján értelmezi a 20. század történéseit. Oktatói és kutatói szemléletét a beszélés etnográfiája, a kontextuselmélet, a történetiség elve, az egyéniségkutatás határozta meg. Meghatározó szerepe volt a kolozsvári néprajzoktatás szemléletének és nyelvének kialakításában. Vendégtanárként oktatott Debrecenben, Miskolcon, Pécsett, Budapesten és Blagoevgradban. 
Egyedül és társszervezővel több mint 50, országos és nemzetközi konferenciát szervezett. 2008-ban kezdeményezte az azóta évente megszervezésre kerülő romániai magyar kutatástörténeti konferenciát. Konferenciát szervezett az Erdélyi Mezőség és az Aranyos-vidék kortárs állapotának megismeréséért. Doktoranduszaival 2008-ban indította az Emberek és kontextusok című, a kultúra és a társadalom új forrástípusait feltáró és értelmező könyvsorozatot.
Egyedül és társszerkesztővel mintegy 75 kötetet szerkesztett. 
Négy nyomtatott egyetemi jegyzet szerzője. Honismereti könyvet írt Aranyos-vidékről. Több mint egy évtizede szerzőmunkatársa a Cimbora című ifjúsági folyóiratnak. 
Nagy Olga szellemi hagyatékának gondozója.

### Tagság
- Réseau FER-EURETHNO du Conseil de l’Europe (1996–, romániai nemzeti antenna)
- Magyar Tudományos Akadémia köztestületének tagja (2000–)
- Magyar Néprajzi Társaság külföldi tiszteleti tagja (2003–)
- Erdélyi Múzeum-Egyesület Archiválva 2019. január 13-i dátummal a Wayback Machine-ben (1990–, szakosztályi elnök: 2002–2008, elnök: 2018–)
- Kriza János Néprajzi Társaság (1990–)
- Nemzetközi Magyarságtudományi Társaság (2005–, választmányi tag: 2011–)
- Kolozsvári Akadémiai Bizottság (2007–)
- Association of Ethnological Sciences from Romania (2010–)
- Bolyai Társaság (2006-)
- Magyar Kulturális Antropológiai Társaság (MAKAT, 2012–)

### Szerkesztőbizottságok
- Cimbora (2008–)
- Néprajzi Látóhatár (1992–)
- Nyelv- és Irodalomtudományi Közlemények (2008–)
- Alimori (2009–)
- Acta Etnologica Danubiana (2008–)

## Díjak, elismerések
- A BBTE érdemoklevele, 2004, 2006, 2008, 2010
- Arany János-díj, Magyar Tudományos Akadémia, 2008
- Györffy István emlékplakett, Magyar Néprajzi Társaság, 2009
- Gróf Mikó emlékérem az Erdélyi Múzeum-Egyesület megalakulásának évfordulója alkalmából, 2009
- Teleki József-díj. Erdélyi Múzeum-Egyesület, Gróf Mikó Imre Alapítvány, 2011
- Ortutay Gyula-díj, Magyar Néprajzi Társaság, 2013
- Magyar Érdemrend tisztikeresztje, 2018

60. születésnapjára jelent meg az Aranyhíd. Tanulmányok Keszeg Vilmos tiszteletére. Kriza János Néprajzi Társaság – BBTE magyar Néprajz és Antropológia Intézete – Erdélyi Múzeum-Egyesület, Kolozsvár, 2017 (szerk. Jakab Albert Zsolt–Vajda András).

## Kötetei (válogatás)
- 1991 A folklór határán. Kriterion, Bukarest
- 1996 Kelt levelem… Egy mezőségi parasztasszony levelezése. Debrecen, Györffy István Néprajzi Egyesület
- 1997 Jóslások a Mezőségen. Etnomantikai elemzés. Sepsiszentgyörgy, Bon Ami
- 1999 Mezőségi hiedelmek. Mentor, Marosvásárhely. Ed. 2.: 2006
- 2002 Homo narrans. Emberek, történetek és kontextusok. KOMP-PRESS, Korunk Baráti Társaság, Kolozsvár
- 2004 Aranyosszék népköltészete. Népi szövegek, kontextusok 1–2. Mentor, Marosvásárhely
- 2006 Hir adás a’ Késő Maradékhoz. 17–20. századi erdélyi toronygombiratok. Mentor, Marosvásárhely
- 2008 Alfabetizáció, írásszokások, populáris írásbeliség. Egyetemi jegyzet. KJNT–BBTE, Magyar Néprajz és Antropológia Tanszék, Kolozsvár
- 2011 A történetmondás antropológiája. Egyetemi jegyzet. KJNT–BBTE, Magyar Néprajz és Antropológia Tanszék, Kolozsvár
- 2012 Történetek és történetmondás Detrehemtelepen. Erdélyi Múzeum-Egyesület, Kolozsvár, 2012
- 2013 Hiedelmek, narratívumok, stratégiák. Egyetemi jegyzet. KJNT–BBTE, Magyar Néprajz és Antropológia Tanszék, Kolozsvár
- 2014 Aranyos-vidék. Honismereti könyv. Kriza János Néprajzi Társaság–Erdélyi Múzeum-Egyesület, Kolozsvár
- Lokális történelmek. A lokális emlékezet alakzatai; szerk. Keszeg Vilmos; Erdélyi Múzeum-Egyesület, Kolozsvár, 2015 (Emberek és kontextusok)
- A beszélés antropológiája. Egyetemi jegyzet; Kriza János Néprajzi Társaság–BBTE Magyar Néprajz és Antropológia Intézet, Kolozsvár, 2018 (Néprajzi egyetemi jegyzetek)

## Szerkesztett könyvek (válogatás)
- Magyar népi kultúra. Tankönyv. Tankönyvkiadó, Kolozsvár. 256 p. 1999 (Szerzők: Demény István Pál, Gazda Klára, Pozsony Ferenc, Tánczos Vilmos) (második kiadás: 2008, Ábel)
- Magyar népi kultúra. Szöveggyűjtemény. Kolozsvár, Tankönyvkiadó. 353 p. 2001. (Szerzők: Demény István Pál, Gazda Klára, Pozsony Ferenc, Tánczos Vilmos) (második kiadás: 2008, Ábel)
- Irás, írott kultúra, folklór. A KJNT Évkönyve 9. Kriza János Néprajzi Társaság, Kolozsvár, 1999
- Specialisták. Életpályák és élettörténetek. I–II. Sciencia, Kolozsvár, 2006
- Aranyos-vidék magyarsága. Kriterion, Bukarest, 2006 (társszerkesztő Szabó Zsolt)
- Csoportok és kultúrák. Tanulmányok a szubkultúrákról. BBTE Magyar Néprajz és Antropológia Tanszék – Kriza János Néprajzi Társaság, Kolozsvár, 2007 (társszerkesztő Jakab Albert Zsolt)
- Emberek, életpályák, élettörtenetek. BBTE Magyar Néprajz és Antropológia Tanszék–Kriza János Néprajzi Társaság, Kolozsvár, 2007 (társszerkesztő Jakab Albert Zsolt és Keszeg Anna)
- Az eltűnt katona. KJNT Évkönyv 16. Kriza János Néprajzi Társaság, Kolozsvár, 2008 (Társszerkesztő Ilyés Sándor)
- A beteg ember. Betegségek, betegek és gyógyítók. Mentor Kiadó, Marosvásárhely, 2009 (Társszerkesztő Czégényi Dóra)
- Mezőség. Történelem, örökség, társadalom. Művelődés, Kolozsvár, 2010 (Társszerkesztő Szabó Zsolt)
- Álmok és látomások a 20-21. századból. L’Harmattan, Pécs, 2009 (Társszerkesztő Peti Lehel és Pócs Éva)
- Iskolák, iskolamesterek, diákok Erdélyben. Iskola- és oktatástörténeti tanulmányok. Erdélyi Múzeum-Egyesület, Kolozsvár, 2011
- À qui appartient la tradition? Who owns the Tradition? Actes du colloque/ The Acts of the Symposium À qui appartient la tradition? À quoi sert-elle? La tradition entre culture, utilisateur et entrepreneur / Who owns the Tradition? What is its purpose? Tradition between culture, user and contractor. Erdélyi Múzeum-Egyesület, Cluj-Napoca, 2014
- Lokális történelmek. A lokális emlékezet alakzatai. Erdélyi Múzeum-Egyesület, Kolozsvár. 2015 (Emberek és kontextusok 12.)
- Les langages de la communication rituelle en Europe. Kriza János Néprajzi Társaság, Kolozsvár. 2016. [Kriza Könyvek 38] (társszerkesztő Fournier, Laurent Sébastien – Keszeg Vilmos – Tötszegi Tekla)